# Аведиков-Авдієнко Петро Овдійович
Аве́диков-Авдіє́нко Петро́ Овді́йович (нар. 9 червня (28 травня) 1899, Кременчук — 18 червня 1972, Дніпродзержинськ) — український актор і театральний діяч, очільник різних українських театрів 1920-х — 1950-х років. Заслужений артист УРСР (1951).

## Життєпис
Народився в сім'ї актора і антрепренера Овдія Карповича Аведикова та актриси Єлизавети Андріївни Аведикової-Потоцької.
Грав на сцені змалку. Дебютував 1916 року у трупі О. Суходольського. Працював також у трупах І. Калиниченка, Болеслава Оршана-Лучицького, С. Глазуненка, у театрі Політпросвіти під керівництвом І. Савченка-Львовського (Ставрополь, 1919-22), у Лівобережній українській драмі (Миколаїв, 1930–1933).
Був керівником різних театрів:
- Перший трудколектив українських артистів ім. Т. Шевченка (Донбас, 1922–1930)
- Лівобережна українська держдрама (Миколаїв, 1930–1933)
- Перший Донецький робітничо-колгоспний театр (разом із В. Вороною, Горлівка, 1933–1944)
- Артемівський український музично-драматичний театр (1947–1949)
- Дніпродзержинський український музично-драматичний театр (1949–1959).

«Актор вибухового темпераменту, імпульсивний, але з глибинним проникненням у сутність образів, які втілював на сцені незалежно від їх характеру — героїчного чи побутово-комедійного».

## Вистави
- «Комуна в степах», «97» М. Куліша
- «Отрута» А. Луначарського
- «Молода гвардія» за О. Фадєєвим (перша постановка в СРСР, 1947)
- «Підступність і кохання» Ф. Шіллера
- «Мандат» М. Ердмана.

## Ролі
- Цокуль, Калитка («Наймичка», «Сто тисяч» І. Карпенка-Карого)
- Шмага («Без вини винні» О. Островського)
- Федір («Навала» Л. Леонова).